# 旋转蒸发仪
旋转蒸发仪（英語：rotary evaporator），常简称为旋蒸（英文简称rota-vap、roto-vap），是一种化学实验室常用的实验仪器，主要用于在减压条件下连续蒸馏大量易挥发性溶剂。尤其对萃取液的浓缩和色谱分离时的接收液的蒸馏，可以分离和纯化反应产物。

## 产品设计
旋转蒸发仪主要部件包括：

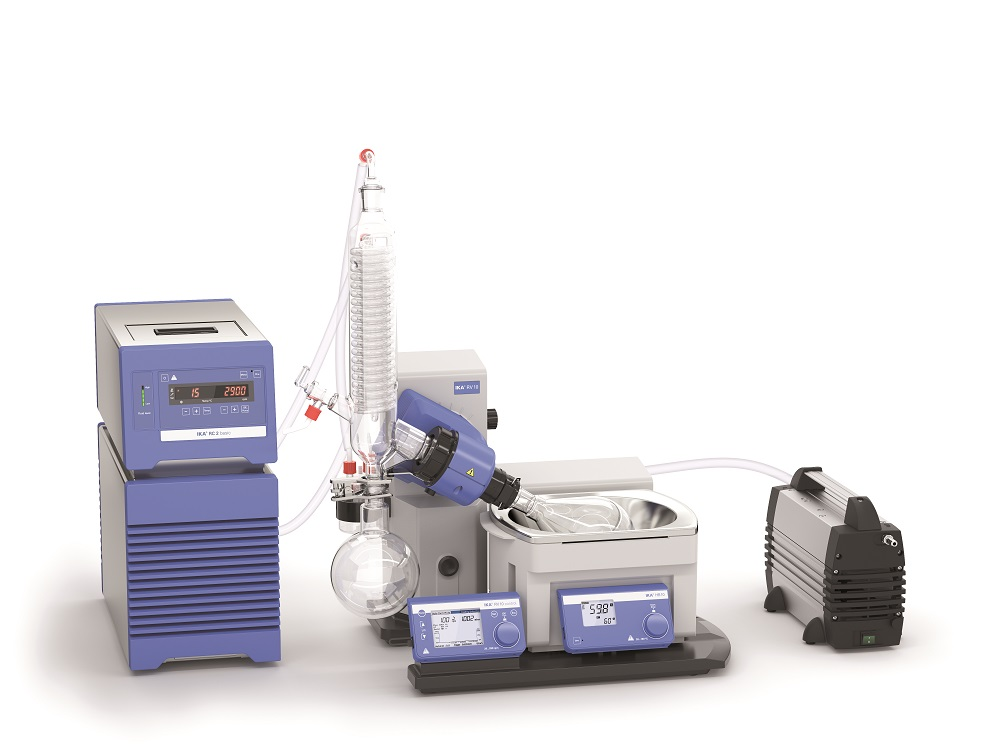
德国IKA RV10自动控制型旋转蒸发仪：一键蒸馏

1. 旋转马达，带动样品旋转，增大蒸发表面积蒸发瓶；
2. 密封圈，保持旋转蒸发仪系统的良好的气密性；
3. 真空泵和真空控制器系统，用来降低蒸馏溶剂的沸点，并控制最佳真空，实现高效蒸馏；
4. 水油通用加热锅，加热样品，提高蒸馏速率；
5. 冷凝管，使用三层冷凝设计或者其它冷凝剂如干冰-丙酮冷凝样品；
6. 冷凝样品收集瓶，实现蒸馏溶剂的回收，一般需要低温。
7. 机械或马达机械装置用于将加热锅中的蒸发瓶快速提升。

部分进口品牌，植入自动沸点识别，溶剂数据库和定量蒸馏功能，让操作变得更加简便。

## 原理
由于蒸发仪被抽真空，待蒸馏的溶剂沸点降低。通常情况下，从样品中蒸馏出来的成分是化学研究中目的成分，例如有机合成样品中提取某种天然成分。旋转蒸发仪多数情况下使用来分离低沸点的成分，例如己烷、乙酸乙酯，这些成分在室温和常压状态下呈液态。另外，通过规范的操作，也可以达到去除样品所含的某种成分。
如果真空泵系统所能达到的真空度足够，高沸点的溶剂如水（标准大气压沸点为100°C）、二甲基甲酰胺（标准大气压沸点为153°C）、二甲基亚砜（标准大气压沸点为189°C）也可以被蒸馏（例如如果真空度从760托降低至5托，二甲基甲酰胺和二甲基亚砜在50°C时都可以沸腾）。例如高速漩离心涡蒸馏等技术研究已经开始进行，当许多样品需要平行蒸馏时，现在的高速离心漩涡蒸馏技术作用显著，并已开始应用于工业生产。

## 优点与缺点

### 优点
相比在真空泵的作用下使用标准的蒸馏玻璃组件（不带旋转的蒸馏装置）实现的减压蒸馏，旋转蒸发仪的减压蒸馏拥有如下优点：
1. 由于液体样品和蒸发瓶间的惯性和摩擦力的作用，液体样品在蒸发瓶内表面铺展并形成一层液体薄膜。相比静置状态下，样品受热及蒸发面積增大；
2. 样品的旋转所产生的作用力所形成的液膜，有效抑制样品的暴沸。

综上特征以及其便利的特点，使现代化的旋转蒸发仪可用于快速、温和地对绝大多数样品进行蒸馏。

### 缺点
旋转蒸发仪应用中最大的弊端是某些样品的沸腾，例如乙醇和水，将导致实验者收集样品的损失。操作时，通常可以在蒸馏过程的混匀阶段时通过小心的调节真空泵的工作强度或者加热锅的温度防止沸腾。或者也可以通过向样品中加入防沸颗粒。对于特别难以蒸馏的样品，包括易产生泡沫的样品，也可以对旋转蒸发仪配置特殊的冷凝管。

## 选型要点
1. 泵：旋转蒸发仪的真空系统一般选用无水无油的隔膜真空泵，极限真空低，适合高沸点溶剂的蒸馏，又可以免维护机械真空泵。如果有爆沸问题，需要配备真空控制器，实现精确的真空控制。
2. 密封圈：一般选用PTFE材质，比较耐腐蚀。
3. 冷却循环系统：冷凝管中冷却液的温度，至少需要比加热锅温度低40°C，一般需要配备冷却循环系统，确保很好的溶剂回收，保证安全无异味的实验室环境。
4. 其他功能：进口品牌会植入溶剂数据库或自动沸点识别功能，实现更简便的全自动蒸馏。